# 石井正善
石井 正善（いしい まさよし、1947年4月7日 - 1969年9月24日）は、日本中央競馬会に所属した騎手。千葉県芝山町出身。

## 来歴
騎手を目指して1965年に馬事公苑の長期騎手課程第15期生として入苑した。のちに9年連続のリーディングジョッキーとなり「天才」と称される福永洋一を始め、岡部幸雄、柴田政人、伊藤正徳らがおり、のちに「馬事公苑花の15期生」と称される事となる同期生とともに講習を受けた。
石井は、同期生のなかでは岡部・柴田とともに1967年3月に騎手免許を取得し、関東地区で騎乗を開始した。しかし成績が伸びず、心機一転を図るため1968年に中京競馬場所属の諏訪佐市厩舎に転厩し、関西地区で騎乗することになった。
1969年9月6日、阪神競馬場でのサラ系障害未勝利戦において、ダテストレイトポロに騎乗、最初の障害で飛越に失敗して落馬し、頭部を強打して昏睡状態に陥った。直ちに関西労災病院に搬送され治療を行ったが、その甲斐もなく9月24日に死去した。22歳没。